# Bible of the Beast
«Bible of the Beast» — третій студійний альбом німецького павер-метал-гурту Powerwolf. Альбом вийшов 24 квітня 2009.

## Список композицій
Автор музики і слів Метью Грейвулф, Чарльз Грейвулф, Аттіла Дорн, Фальк Марія Шлегель та Стефан Фюнебр. 
| #     | Назва                                          | Тривалість |
| ----- | ---------------------------------------------- | ---------- |
| 1.    | «Opening: Prelude to Purgatory»                | 1:12       |
| 2.    | «Raise Your Fist, Evangelist»                  | 4:00       |
| 3.    | «Moscow After Dark»                            | 3:14       |
| 4.    | «Panic in the Pentagram»                       | 5:14       |
| 5.    | «Catholic in the Morning... Satanist at Night» | 3:57       |
| 6.    | «Seven Deadly Saints»                          | 3:35       |
| 7.    | «Werewolves of Armenia»                        | 3:54       |
| 8.    | «We Take the Church by Storm»                  | 3:54       |
| 9.    | «Resurrection by Erection»                     | 3:50       |
| 10.   | «Midnight Messiah»                             | 4:12       |
| 11.   | «St. Satan's Day»                              | 4:30       |
| 12.   | «Wolves Against the World»                     | 6:04       |
| 47:36 |                                                |            |

| The History Of Heresy II (бонусні треки 2014) | The History Of Heresy II (бонусні треки 2014)  | The History Of Heresy II (бонусні треки 2014) |
| #                                             | Назва                                          | Тривалість                                    |
| --------------------------------------------- | ---------------------------------------------- | --------------------------------------------- |
| 13.                                           | «Testament in Black»                           | 4:15                                          |
| 14.                                           | «Riding the Storm» (кавер-версія Running Wild) | 6:39                                          |
| 58:30                                         |                                                |                                               |

## Учасники запису
- Аттіла Дорн — вокал
- Метью Грейвулф — електрогітара, ритм-гітара
- Чарльз Грейвулф — бас-гітара, ритм-гітара
- Стефан Фюнебр — ударні
- Фальк Марія Шлегель — клавішні, орган

## Чарти
| Чарт (2009)        | Місце |
| ------------------ | ----- |
| Offizielle Top 100 | 76    |